# Bêta-Glucane

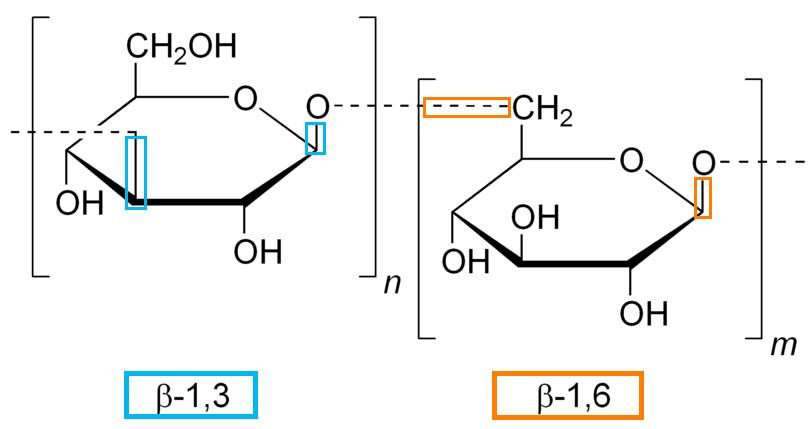
Diagramme montrant l'orientation et la nature des liaisons.

Un β-glucane est un polysaccharide entièrement constitué de D-glucose liés par des liaisons bêta. Les liaisons peuvent être β(1→3), β(1→4) ou β(1→6), les chiffres indiquant les atomes de D-glucose concernés (cf. glucose). Les β-glucanes forment un groupe diversifié de molécules. Les β-glucanes se trouvent dans le son des céréales, les parois cellulaires de la levure de boulanger, de certains champignons,  microalgues et bactéries. Bien que la cellulose soit un polysaccharide β(1→4), elle n'est pas habituellement classée comme bêta-glucane parce qu’elle n'a pas exactement les mêmes propriétés physicochimiques que l'on retrouve dans les autres bêta-glucanes,.
Certains β-glucanes sont considérés comme d'intérêt en nutrition humaine comme fibres solubles ou agents texturants, en particulier ceux provenant de l'avoine ou de l'orge. Ils sont capables de former un gel. Depuis le début des années 2000, diverses études confirment l'intérêt nutritionnel des β-glucanes,.
En 2010, l'AESA, dans le cadre de la révision des allégations de santé prévu par le Règlement 1924/2006, donne un avis positif sur la relation entre la consommation de bêta-glucanes d'avoine et :
1. la baisse du taux de cholestérol sanguin,
2. la baisse du risque de maladies cardiovasculaires[6],
3. la baisse de la glycémie postprandiale[7].